# Herb powiatu działdowskiego
Herb powiatu działdowskiego – jeden z symboli powiatu działdowskiego, ustanowiony 26 czerwca 2002.

## Wygląd i symbolika
Herb przedstawia na tarczy na tarczy dwudzielnej w słup, w polu prawym srebrnym czerwonego lwa wspiętego w lewo, a w lewym polu błękitnym dwudzielnym w pas, w polu górnym błękitnym postać św. Katarzyny w sukni czerwonej i złotym płaszczu z wycinkiem złotego koła tortur w ręce prawej z mieczem srebrnym ze złotą rękojeścią, opartym o podłoże w ręce lewej (pochodzącą z herbu Działdowa) i w polu dolnym złotą głowę jednorożca w prawo (symbol z herbu Lidzbarka). 